# ネイザンロード

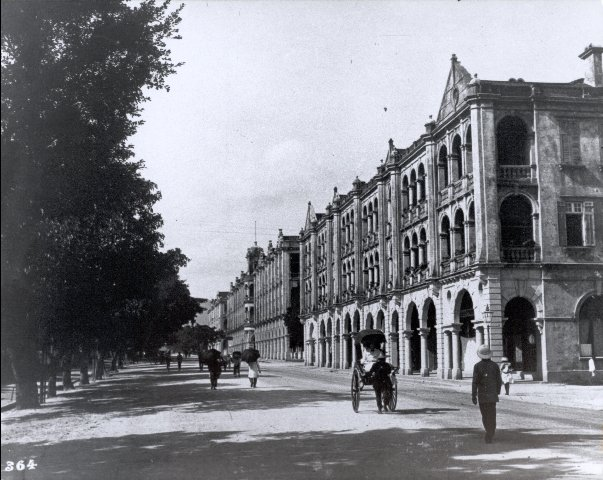
1910年代のネイザンロード

ネイザンロード（中国語: 彌敦道）は、香港の九龍にある道路である。

## 概要
尖沙咀から旺角まで南北に走っている大通りである。この通りには店舗、レストランと旅行者があふれ、第二次世界大戦後のしばらくは、現在ではめったに使われない名称、ゴールデン・マイルと呼ばれた。始点は九龍の南部ビクトリア・ハーバーから少し北の梳士巴利道 (Salisbury Road) との交差点であり、終点は北の界限街との交差点である。

## 歴史
1861年、最初の道路区間が完成。ネイザンロードは、清から大英帝国に割譲された後、九龍で初めて造られた道路である。元々はヘラクレス・ロビンソン卿の名から取って、ロビンソンロードと呼称していたが、香港島に走る同名の道路との混同をさける為に、マシュー・ネイザン卿に由来するネイザンロードに改名される。
初期のネイザンロードには植民地様式の住宅が多く並んび、後に九龍公園（カオルーン・パーク）となるホイットフィールド兵舎が存在していた。九龍最古の英国国教会である聖アンドリュー教会は、1906年に建設され、現在もネイザン・ロードにある。
ガスコイン・ロードからアーガイル・ストリートまでの道路区画は、1911年にジョージ5世の戴冠式が行われたことを記念して、元々はコロネーション・ロード（加冕道）と呼ばれていたが、1926年にネイサン・ロードとの合流工事が完了した後にネイサン・ロードの一部として改名された。界限街の南側にある大埔公路（タイ・ポー・ロード）の区間も、道路の一部として名前が変更された。
1996年にはガーリービル火災が発生し、41人が死亡。2008年にはコーンウォールコート火災が発生し、200人以上の消防士が関与し、2人の消防士を含む4人が死亡した。

## ネイザンロード沿いの地区とMTR駅
MTR荃湾線は以下のネイザンロード沿いの地区を接続する。
- 尖沙咀 - 尖沙咀駅
- 佐敦（官涌） - 佐敦駅
- 油麻地 - 油麻地駅
- 旺角 - 旺角駅
- 太子（北旺角） - 太子駅

## 通り沿いの建築物とランドマーク
- ペニンシュラホテル
- 重慶大厦
- 九龍公園
- 九龍モスク（中国語版）
- 嘉利大厦（中国語版）
- 東英大厦（中国語版）
- キング・ジョージ5世学校（中国語版）